# Junya Tanaka
Junya Tanaka, född 15 juli 1987 i Tokyo prefektur, Japan, är en japansk fotbollsspelare som spelar för FC Gifu.